# Edouard Gisler
Pour les articles homonymes, voir Gisler.
Edouard Gisler, né à Péruwelz, le 11 août 1818 et mort à Bruxelles le 23 juin 1882, est un peintre belge connu pour ses peintures d'histoire, ses peintures religieuses et de sujets mythologiques.
Après un abandon progressif de la peinture, Edouard Gisler publie plusieurs ouvrages relatifs à l'aménagement urbain de Bruxelles.

## Biographie

### Famille
Edouard (Charles Antoine Edouard) Gisler, né à Péruwelz le 11 août 1818, est le fils d'Edouard Joseph Gisler (1787-1838), commis à cheval de l'administration des impôts indirects, puis fabricant de vernis, natif de Tournai, et de Marie Cécile de Gave (1795-1885), née à Péruwelz, mariés le 19 octobre 1815 à Péruwelz. Edouard Gisler épouse à Saint-Josse-ten-Noode, le 26 août 1846 Marie Suzanne Caroly (1825-1889), dont il a quatre enfants. Son cousin germain Lucien Gisler (1810-1843) est également artiste peintre.

### Formation
Edouard Gisler est étudiant à l’Académie royale des beaux-arts de Bruxelles et devient élève de François-Joseph Navez. Dès 1834, il obtient le premier prix de figure antique au concours de l'Académie. En 1837, il remporte le second accessit en classe de dessin d'après nature au concours de l'Académie. En 1839, il reçoit le premier prix au concours, puis le premier prix de composition historique en 1840. Il commence à exposer au Salon de Bruxelles de 1836 : Le Prophète Isaïe, favorablement remarqué par la critique,.

### Carrière
Jusqu'en 1854, Edouard Gisler expose aux salons triennaux belges, à sept éditions de Bruxelles, à deux reprises à Gand et au Salon de Paris de 1844. 
Progressivement, il abandonne la peinture pour se consacrer à ses intérêts pour l'aménagement du territoire urbain de Bruxelles. Il publie, en 1863, une brochure dans laquelle il propose les modalités de l'édification d'un nouveau palais des beaux-arts. En 1866, il fait lithographier Le Projet Gisler relatif à la création d'un boulevard central incluant les monuments publics. Il rédige également d'autres ouvrages concernant l'assainissement de la Senne, les questions agricoles et l'amélioration des chemins de fer. En 1870, il devient conseiller communal de la ville de Bruxelles et assume ce mandat durant deux ans.
Edouard Gisler meurt, à l'âge de 63 ans, rue de la Loi no 78 à Bruxelles le 23 juin 1882.

## Œuvre

### Caractéristiques
Son champ pictural couvre essentiellement les peintures d'histoire, les peintures religieuses et les sujets mythologiques.
Au Salon de Bruxelles de 1836, âge de dix-huit ans, il expose Le Prophète Isaïe. Louis Alvin estime qu'Edouard Gisler comprend déjà la peinture et y montre un sentiment de grandeur qui fait concevoir de belles espérances. Son tableau est conçu avec noblesse et simplicité. Le jeune homme a senti la sublime poésie de la bible et en a jeté quelque chose dans la teinte générale de son tableau. Sa figure, dessinée avec fermeté, majestueusement posée, drapée largement, est une excellente étude sous tous les rapports. En revanche, La Bataille de Prêle, retraçant un épisode de la Guerre des Gaules où Boduognatos attend fermement la mort, exposée en 1839 reçoit un accueil froid qui, en dépit de son caractère rédactionnel outrancier, ne le décourage pas. Sainte Geneviève de Brabant fléchit ses bourreaux par ses supplications, présentée en 1842, est accueillie comme une œuvre renfermant d'excellentes parties et due à un artiste en progrès.
Au Salon de Bruxelles de 1845, Edouard Gisler obtient une médaille de vermeil pour Tableau de famille.

### Expositions

#### Belgique
- Salon de Bruxelles de 1839 : Bataille de Prêle[10].
- Salon de Gand (XVIII) de 1841 : La Vierge, Caïn, après son crime, entouré de sa famille et Boabdil chassé de Grenade par les Espagnols[11].
- Salon de Bruxelles de 1842 : Sainte Geneviève de Brabant fléchit ses bourreaux par ses supplications, Ecce homo et Portrait[8].
- Salon de Bruxelles de 1845 : Tableau de famille[12].
- Salon de Gand (XX) de 1847 : Réunion florentine dans la villa du comte Bardi près de Florence, 1560[13].
- Salon de Bruxelles de 1848 : Jeanne d'Arc et Un militaire jouant avec un enfant[14].
- Salon de Bruxelles de 1851 : La Comtesse d'Egmont, venant de lire les derniers adieux de son époux, condamné à mort, entend sonner l'heure de son exécution et Des iconoclastes assistent au prêche dans l'église de Leyde[15].
- Salon de Bruxelles de 1854 : Épisode de la Saint Barthélémy et Portrait de M.D.[16].

#### France
- Salon de Paris de 1844 : Le Christ couronné d'épines[5].